# Lovesong (película)
Lovesong es una película dramática del año 2016 dirigida por So Yong Kim, quien coescribió el guion junto a Bradley Rust Gray. Está protagonizada por Jena Malone, Riley Keough, Brooklyn Decker, Amy Seimetz, Marshall Chapman, Ryan Eggold y Rosanna Arquette. Su estreno mundial fue el 24 de enero de 2016 en el Festival de Cine de Sundance y debutó en los cines estadounidenses el 17 de febrero de 2017.

## Argumento
Sarah (Riley Keough) hace un improvisado viaje con su hija y su mejor amiga Mindy (Jena Malone). Luego de que Mindy y Sarah se involucran íntimamente durante el recorrido, Mindy se marcha abruptamente. Después de tres años de silencio, Mindy invita a Sarah a su boda y ambas vuelven a conectarse.

## Reparto
- Jena Malone como Mindy.
- Riley Keough como Sarah.
- Brooklyn Decker como Lilly.
- Amy Seimetz como Chloe.
- Marshall Chapman como Jessica.
- Ryan Eggold como Leif.
- Rosanna Arquette como Eleanor.
- Cary Joji Fukunaga como Dean.
- Jessie Ok Gray como Jessie (tres años).
- Sky Ok Gray como Jessie (seis años).